# Христо Попов (подполковник)
Вижте пояснителната страница за други личности с името Христо Попов.
Христо Георгиев Попов е български офицер и политик, военен деец от Сръбско-българската война в която командва 1-ви пехотен полк в боевете при Гургулят. Като политик от Либералната партия става кмет на София (1899 – 1901) и министър на вътрешните работи и народното здраве (1915 – 1916).

## Биография
Христо Попов е роден на 30 декември (18 декември стар стил) 1858 г. в Шумен. През 1875 – 1876 г. е учител в родния си град, а по време на Руско-турската война сътрудничи на руските войски. През 1879 г. завършва с първия випуск Военното училище в София, а след това и Николаевската военна академия в Санкт Петербург.
След Съединението и внезапното изтегляне на руските офицери от Българската армия, на 11 септември 1885 г. Христо Попов е преназначен за командир на 1-ви пехотен софийски полк, макар че е само капитан. През Сръбско-българската война (1885) с полка си участва в боевете на Сливнишката позиция. На 7 ноември е назначен за командващ на отряд на крайния ляв фланг и при Гълъбовци възпрепятства Моравската и Шумадийската дивизии при обхода им на левия фланг. Заедно с отряда си участва в боевете при Гургулят, Бански дол и Пирот (14 – 15 ноември). Награден е с военен орден „За храброст“ III степен.
През 1886 г. Попов участва в потушаването на проруския метеж, целящ отстраняването на княз Александър I Батенберг. На 12 януари 1889 г. се уволнява от армията като майор.
След като напуска армията, Христо Попов завършва право в Женева. След завръщането си в България е активен участник в Либералната (радославистка) партия. От 24 април 1899 до 16 януари 1901 година е кмет на София. През този период е пуснат първият трамвай в града, започват работа първите инсталации за електрическо улично осветление и е утвърден първият герб на София.
Попов участва в Балканската война, а след нейния край е председател на парламентарната анкетна комисия, разследвала причините за Първата национална катастрофа. От 1915 до 1916 е вътрешен министър в правителството на Васил Радославов. За участието си в него през 1923 е осъден на 10 години затвор от Третия държавен съд, но е амнистиран на 19 юли 1924.
Подполковник Христо Попов умира на 28 октомври 1951 година в София.

## Памет
На Христо Попов е наречена улица в квартал „Манастирски ливади“ в София (Карта).

## Военни звания
- Зауряд-прапоршчик (30 август 1878)
- Подпоручик (10 май 1879)
- Поручик (24 март 1882)
- Капитан (25 февруари 1885)
- Майор (19 март 1886)
- Подполковник (28 юли 1913)

## Награди
- Военен орден „За храброст“ III степен